# Freezepop
Freezepop é uma banda de synthpop, new wave, electroclash composta por Liz Enthusiasm, The Duke of Pannekoeken (originalmente chamado de The Duke of Candied Apples, the Duke of Belgian Waffles. Todos os 3 pseudônimos de Kasson Crooker), e The Other Sean T. Drinkwater (que diz ser um clone do "original" Sean T. Drinkwater). A banda foi formada em Boston, Massachusetts em 1999.
O nome da banda vem de um doce congelado nos EUA. No Brasil, o doce é chamado de sacolé, sucolé, geladinho, entre outros, dependendo da região. Os membros da banda descrevem a sua música como "doce, gelada, com gosto de fruta e plástico", muito parecida com o próprio doce.
Eles ganharam notoriedade e muitos fãns pelo seu trabalho em video games. Várias de suas músicas podem ser encontradas em jogos como FreQuency, Amplitude, Karaoke Revolution, Guitar Hero, Phase, Rock Band, Flash Flash Revolution e Downhill Domination, junto com uma das músicas no Dance Dance Revolution. Muitos desses jogos foram projetados pela Harmonix, uma companhia a qual Kasson Crooker é o Diretor de Áudio

## Principais trabalhos
O single The Rokk Suite estrela as musicas "Less Talk, More Rokk", e uma versão remix de "Get Ready 2 Rokk". Quando foi lançado, essas musicas já tinham aparecido em Guitar Hero e Guitar Hero II, e em outros jogos de ritmo: Less Talk, More Rokk em Dance! Online e Rock Band Unplugged, e as duas musicas apareciam como opção para baixar na série Rock Band.